# Can’t Help Falling in Love
Can’t Help Falling in Love – ballada rockowa pierwotnie nagrana przez Elvisa Presleya i wydana przez Gladys Music.
Została napisana przez Hugo Perettiego, Luigiego Creatorego oraz George’a Davida Weissa. Melodia została oparta na utworze „Plaisir d'amour”. Po raz pierwszy utwór został użyty w filmie z Elvisem Presleyem z 1961 roku pt. Blue Hawaii. W czasie następnych czterech dekad piosenka ta była nagrywana przez wielu innych artystów, np. przez brytyjską grupę reggae UB40, której wersja z 1993 roku była na szczycie amerykańskiej listy przebojów tygodnika „Billboard” Hot 100 i brytyjskiej UK Singles Chart.

## Wersja Elvisa Presleya
Pierwowzorem utworu była klasyczna kompozycja Jeana Paula Egide Martiniego (1741–1816) „Plaisir d'amour”. Sam Presley nagrał tę piosenkę w 1961 roku i stała się ona jego przebojem docierając do pozycji 2. na liście Hot 100 pisma Billboard. Osiągnęła szczyt brytyjskich list przebojów w 1962 roku i była wykorzystywana w wielu innych filmach Walta Disneya, takich jak Wygrane marzenia i Lilo i Stich. Singel posiada certyfikat RIAA, który potwierdza, że utwór otrzymał status platynowej płyty, ponieważ na amerykańskim rynku został sprzedany w ponad milionie egzemplarzy. W latach 1969–1977 podczas koncertów na żywo piosenka zamykała każdy jego koncert. Śpiewał ją podczas 1968 NBC television special oraz w "Aloha from Hawaii".

## Wersja UB40
Zespół UB40 wydał swoją wersję piosenki w 1993 roku pojawiła się ona na albumie Promises and Lies. Piosenka została wydana w dniu 10 maja 1993 roku, w większości krajów na całym świecie. Piosenka dotarła na pierwsze miejsce „Billboard” Hot 100 i pozostała na tym miejscu przez siedem tygodni. Pojawiła się na ścieżce dźwiękowej filmu Sliver.
| Kraj | Lista             | Pozycja |
| ---- | ----------------- | ------- |
| NZL  | Recorded Music NZ | 1       |

## Wersja Boba Dylana
Utwór ten został nagrany na piątej sesji do albumu New Morning 3 czerwca 1970 r. w Columbia Studio E w Nowym Jorku. Plonem tej sesji były także: „One More Weekend”, „Jamaica Farewell”, „Long Black Veil”, „Lily of the West (Flora)”. Poza „One More Weekend” wszystkie te piosenki stały się odrzutami.
Wersja Dylana, czyli połączenie organów, harmonijki i samego artysty niepotrafiącego znaleźć odpowiedniej tonacji, idealnie wspiera oceny krytyków uważających, iż Dylan jest najgorszym jego albumem. Oliver Trager podaje, że piosenka ta pochodzi z prób Dylana w sierpniu 1970 r. Jednak nic tej tezy nie wspiera. Najpewniej więc nagranie to pochodzi jednak z 3 czerwca 1970 r. Dylan nigdy nie wykonywał tej ballady na koncertach.

## Nagrania innych wykonawców
- Keely Smith – singiel (1961)
- Perry Como – By Request (1962)
- Doris Day – Love Him (1963); Move Over Darling (1997)
- The Lettermen – Kind of Love (1963); The Lettermen: The Complete Hits Vol. 2
- Bobby Solo – San Francisco (jako "Te ne vai")(1967)
- Aphrodite’s Child – It’s Five O’Clock (jako "I Want to Live") (1969)
- Andy Williams – singiel (1970)
- Al Martino – singiel (1970)
- The Stylistics – singiel (1976)
- Shirley Bassey – singiel (1976)
- Herb Reed & The Original Platters – singiel (1977)
- Corey Hart – singiel (1987)
- The Triffids – The Black Swan (1987)
- Luka Bloom – Acoustic Motorbike (1992)
- U2 – Zoo TV: Live from Sydney (wideo) (1993); Zoo TV Live CD
- James Galway – Wind of Change (1994)
- Fancy – Christmas in Vegas (1996)
- Stray Cats – Runaway Boys (1997)
- David Thomas and Two Pale Boys – Meadville (1997)
- Neil Diamond – As Time Goes By – Movie Album (1998)
- The Jordanaires – Sing the King (1998)
- Julio Iglesias – Mia Vida (1998)
- Eels – Black Sessions (2000); singiel (str. B) "Souljacker Part 1"; Useless Trinkets (wersja singlowa) (2008)
- Hi-Standard – Love Is a Battlefield (EP) (2001)
- Vytautas Juozapaitis – Negaliu Nemyleti (Can’t Help Falling in Love) 2004
- Mägo de Oz – Belfast (jako "Todo Irá Bien") (2004)
- Rick Astley – Portrait (2005)
- Richard Marx – Ballads (Then Now and Forever) (2005)
- Andrea Bocelli – Amore (2006)
- A*Teens – Lilo i Stich (2002, film)
- Lick the Tins – singiel
- Urbanize – Liebe kommt aus dem Herzen
- The Skank Agents – Something for Everyone (2008)
- Blackmore’s Night – Secret Voyage (2008)
- Ingrid Michaelson – Be OK (2008)
- Harry Connick Jr. – Your Songs (2009)
- Baccara - Yes Sir, I Can Boogie (1977)